# Manuel Ortiz Ordóñez
Manuel María Ortiz Ordóñez, (Cuenca, (Ecuador) 10 de febrero de 1880-23 de febrero de 1976) fue un destacado personaje, catedrático, escritor, intelectual y banquero cuencano (Ecuador), que se desempeñó en numerosos cargos públicos. Fue Vicerrector y luego Rector de la Universidad de Cuenca, fundador de su facultad de ingeniería, y autor de Faunia (1934) y Bajo el sol de Morlaquía (1944).

## Biografía

### Carrera profesional
Realizó sus estudios en la Universidad de Cuenca, graduándose de Abogado, aunque nunca desempeñó esta profesión, dedicándose más bien a la cátedra de asignaturas científicas entre otras: matemáticas, física, topografía, etc. Posteriormente fundó la facultad de ingeniería de dicho plantel, siendo su primer decano. Formó parte del consejo universitario, siendo nombrado vicerrector de la Universidad, asumiendo el rectorado en reemplazo del Dr. Carlos Cueva Tamaríz, cuando éste fue designado Ministro de Educación por el presidente Galo Plaza Lasso. Bajo su dirección, recaudó fondos para el diseño y construcción de una nueva ciudadela universitaria.
También brilló en el campo privado, pues por sus conocimientos de contabilidad fue contratado por el Banco del Azuay, en el cual se desempeñó como Tesorero y luego como Gerente, junto con Don Roberto Crespo Ordóñez; e igualmente en la política, siendo representante del Azuay ante el Congreso Nacional. Falleció en Cuenca en 1976.

### Vida familiar
El Dr. Manuel María Ortiz Ordóñez contrajo matrimonio en primeras nupcias con Doña Rosario Tamariz Toral, hija del Dr. Alberto Tamariz Carrión y de Doña Julia Toral Jaramillo siendo padres de once hijos:
- María, esposa del Dr. Luis Monsalve Pozo, Ministro de Educación.

- Clementina, monja.

- José Joaquín, distinguido médico, casado con Leticia Peña Andrade.

- Alberto, casado con Guillermina Buijuy.

- Manuel.

- Raúl.

- Lucía, casada con Alberto Arias Coronel.

- Julia, casada con el Dr. Darío Ordóñez Espinosa, Ministro de la Corte Suprema de Justicia.

- Marcelo.

- Rosalía, casada con el Dr. Eugenio Moreno Heredia, poeta, Ministro de la Corte Suprema de Justicia.

De su segundo compromiso con Imelda Cordero  procrea  4 hijos :
- Edgar Ortiz Cordero

- Lucia Gladiola Ortiz Cordero, casada con Fernando Peña

- Mireya Ortiz Cordero

- Elena Eunice Ortiz Cordero , casada con Manuel  Stanley Vázquez Toledo   Periodista de alto reconocimiento y nominado al mejor periodista Deportivo del Azuay, Relacionador Público de la Federación Deportiva del Azuay y dueño de Franela Roja, revista deportiva cuencana.

En 1960, el Dr. Ortiz, contrajo matrimonio con Rosa Solís Orellana, con quien compartió sus últimos años de vida y procreó seis hijos, que le sobreviven, y son;
- Mirza Ortiz Solis, nacida el 22 de septiembre de 1960

- Ana Leonela Ortiz Solis, nacida el 26 de julio de 1962

- María Ofelia Ortiz Solis, nacida el 9 de julio de 1965

- Manuel Edmundo Ortiz Solis, nacido el 10 de junio de 1968

- Jaime Eduardo Ortiz Solis, nacido el 13 de febrero de 1974

- Boris Alfredo Ortiz Solis